# Ховалінзький район
Ховалі́нзький район (тадж. Ноҳияи Ховалинг) — адміністративна одиниця другого порядку в складі Хатлонського вілояту Таджикистану. Центр — село Ховалінг, розташоване за 50 км від Куляба.

## Географія
Район розташований в долині річки Обімазор. На південному заході межує з Кулобським, Восейським та Темурмаліцьким, на південному сході — з Мумінободським, на північному заході — з Балджувонським районами Хатлонської області, а також на північному сході — з Тавільдаринським районом НРП та Дарвозьким районом Гірського Бадахшану.

## Адміністративний поділ
Адміністративно район поділяється на 5 джамоатів, до складу яких входять 70 сільських населених пунктів:
| Район                  | Площа, км² | Населення, осіб (2009) | Населення, осіб (2010) | Центр          | Населені пункти |
| ---------------------- | ---------- | ---------------------- | ---------------------- | -------------- | --------------- |
| Джомбахтський джамоат  | -          | -                      | -                      | Джомбахт       | 15 сіл          |
| імені А.Лохуті джамоат | -          | -                      | -                      | імені А.Лохуті | 26 сіл          |
| імені Г.Мірзо джамоат  | -          | 8417                   | 8265                   | Зардакі        | 14 сіл          |
| Ховалінзький джамоат   | -          | 28772                  | 28938                  | Ховалінг       | 1 село          |
| Шугновський джамоат    | -          | 21794                  | 22376                  | Шугнов         | 14 сіл          |

## Історія
Район утворений на початку XX століття у складі Кулябської області Таджицької РСР.